# Eintracht München-Gladbach
Eintracht München-Gladbach (offiziell: Fußballclub Eintracht München-Gladbach 1901 e. V.) war ein Sportverein aus Mönchengladbach. Die erste Fußballmannschaft spielte ein Jahr in der höchsten niederrheinischen Amateurliga.

## Geschichte
Der Verein wurde am 15. September 1901 gegründet. Im Jahre 1917 fusionierte der Verein mit dem München-Gladbacher SV zum SV Eintracht München-Gladbach. Zwei Jahre später wurde diese Fusion wieder gelöst. Die Eintracht nahm ab 1905 an dem Meisterschaftsspielen des Westdeutschen Spiel-Verbands teil und schaffte fünf Jahre später den Aufstieg in die seinerzeit erstklassige A-Klasse. Gleich in der Aufstiegssaison wurde die Eintracht Vizemeister hinter dem Düsseldorfer SV 04.
In den folgenden Jahren spielte die Mannschaft mit unterschiedlichem Erfolg in der ersten Spielklasse. 1929 verpasste die Eintracht die Qualifikation für die eingleisige Rheinbezirksliga und spielte nunmehr zweitklassig weiter. Im Jahre 1933 sicherten sich die München-Gladbacher die Meisterschaft und qualifizierten sich für die neu geschaffene zweitklassige Bezirksklasse. Nach einer Vizemeisterschaft im Jahre 1937 hinter der SpVg Odenkirchen wurde die Eintracht ein Jahr später Meister ihrer Bezirksklasse. In der anschließenden Aufstiegsrunde zur Gauliga Niederrhein scheiterte die Mannschaft an Westende Hamborn.
Nach dem Ende des Zweiten Weltkrieges qualifizierte sich die Eintracht 1946 für die seinerzeit erstklassige Bezirksliga Linker Niederrhein, aus der die Mannschaft ein Jahr später abstieg. 1948 hatte die Eintracht die Chance zum Wiederaufstieg in die mittlerweile Landesliga genannten höchste niederrheinische Amateurliga. Als Bezirksklassenmeister zog die Mannschaft in die Aufstiegsrunde ein und belegten punktgleich mit der SpVg Odenkirchen und dem SC Kleve 63 den vierten Platz. In den Entscheidungsspielen um den vierten Aufsteiger setzten sich die Odenkirchener durch. Schließlich fusionierte Eintracht München-Gladbach im Jahre 1950 mit dem SC München-Gladbach zum 1. FC München-Gladbach.